# Jimmie Lee Robinson
Jimmie Lee Robinson (* 30. April 1931 in Chicago, Illinois, USA; † 6. Juli 2002 ebenda), auch bekannt als Lonesome Lee, war ein US-amerikanischer Bluesmusiker (Gitarre, Bass, Gesang), der vor allem in der Chicagoer Bluesszene der 1950er und 1960er Jahre aktiv war. Er trat mit anderen Bluesmusikern dieser Zeit auf und arbeitete als Sessionmusiker. Nach einer Auszeit von der Musik kehrte Robinson in den 1990er Jahren auf die Bühne zurück und nahm mehrere Alben auf.

## Biografie
Robinson wurde am 30. April 1931 in Chicago geboren. Als Kind lebte er bei seinen Großeltern. Das Gitarrespielen lernte er von einem Nachbarn, dem Bluesmusiker Blind Percy, der ihn später auf Konzerten in der Umgebung begleitete. Im Jahr 1942 begann Robinson auf dem Maxwell Street Market zu spielen, wo er auch mit lokalen Musikern auftrat. 1948 lernte er Eddie Taylor kennen, und die beiden arbeiteten bis 1952 in der Chicagoer Clubszene zusammen. Anschließend gründete Robinson mit Freddie King eine Band, die Every Hour Blues Boys.
1955 trat Robinson der Band von Little Walter bei, die in Chicago populär wurde. Im Jahr 1958 wurde Walter durch eine Schießerei außer Gefecht gesetzt und Robinson wurde in Walters Abwesenheit Sänger der Gruppe, verließ die Band jedoch später im Jahr. In den 1950er Jahren war Robinson als Sessionmusiker gefragt und spielte Bass und Rhythmusgitarre für Künstler wie Howlin’ Wolf und Magic Sam. Zusätzlich zu seiner Sessionarbeit nahm er drei Singles für das Bandera-Label auf, darunter 1960 einen seiner Signature-Songs, All of My Life.
1965 tourte Robinson mit Buddy Guy, Big Mama Thornton und John Lee Hooker im Rahmen des American Folk Blues Festival durch Europa. Robinson trat weiterhin in den Vereinigten Staaten auf und machte auch Aufnahmen, doch Ende der 1960er Jahre zog er sich zunehmend von der Bühne zurück. Er eröffnete einen Süßwarenladen in Chicago und trat nur noch gelegentlich auf, häufig mit seinem langjährigen Freund Little Willie Anderson. In den 1980er Jahren gab Robinson jedoch seine Musikkarriere auf und arbeitete die meiste Zeit des Jahrzehnts als Zimmermann und später als Taxifahrer.
Gegen Ende der 1980er Jahre kehrte Robinson zur Musik zurück und nahm 1994 für Delmark Records sein erstes Studioalbum mit dem Titel Lonely Traveller auf, das alte und neue Titel enthielt. Es folgten vier weitere Alben: Guns, Gangs, and Drugs (1996), Maxwell Street Blues (1998), Remember Me (1998) und All My Life (2001).
Robinsons engagierte sich in der „Maxwell Street Historic Preservation Coalition“ und schrieb einen Song für die Gruppe, Maxwell Street Teardown Blues. Trotz des Protests von Robinson und anderen wurde die Maxwell Street bis Ende des Jahres 2000 fast vollständig abgerissen. Robinson änderte im Rahmen seiner Konvertierung zum Islam seinen Namen in J. L. Latif Aliomar.
Anfang 2002 wurde bei Robinson ein bösartiger Tumor diagnostiziert, der im April des Jahres entfernt wurde. Wenige Tage später trat Robinson wieder auf, um seinen 71. Geburtstag im Deep Blue Club zu feiern. Allerdings hatte sich der Krebs bereits im Körper ausgebreitet und eine Genesung war nicht mehr möglich. Am 6. Juli 2002 wurde Jimmie Lee Robinson mit einer Schusswunde am Kopf tot in seinem Auto in Chicago aufgefunden; er hatte höchstwahrscheinlich Selbstmord begangen.